# Santa Juana Centro
Santa Juana Centro (La Palma), conocida comúnmente como Santa Juana, es una localidad del estado de México localizada en el municipio de Almoloya de Juárez. En sus inmediaciones se localiza el Centro Federal de Readaptación Social n.º 1, también denominado Penal de El Altiplano o anteriormente de La Palma.

## Localización y demografía
Santa Juana Centro se encuentra localizada en la zona norte del municipio de Almoloya de Juárez y forma parte del Valle de Toluca. Sus coordenadas geográficas son 19°25′37″N 99°45′03″O / 19.42694, -99.75083 y se localiza a 2 596 metros sobre el nivel del mar. 
Su principal vía de comunicación es una carretera asfaltada de orden secundario que sirve como accdeso al CEFERSO No. 1 y lo enlaza con la Carretera Federal 55 Toluca-Atlacomulco. Se encuentra a unos 50 kilómetros al noroeste de la capital del estado, la ciudad de Toluca de Lerdo y a unos ocho kilómetros al norte de la cabecera municipal.

## Actualidad
Santa Juana Centro ha sido conocido por albergar en sus inmediaciones la primera cárcel de alta seguridad construida en México, y en donde se encuentra recluidos muchos de los mayores delincuentes del país,
Cobró especial notoriedad por encontrarse en ella la casa donde se encontró uno de los extremos del túnel mediante el cual se evadió del penal del narcotraficante Joaquín Guzmán Loera, alias el Chapo Guzmán, el 11 de julio de 2015.